# 山梨県公安委員会

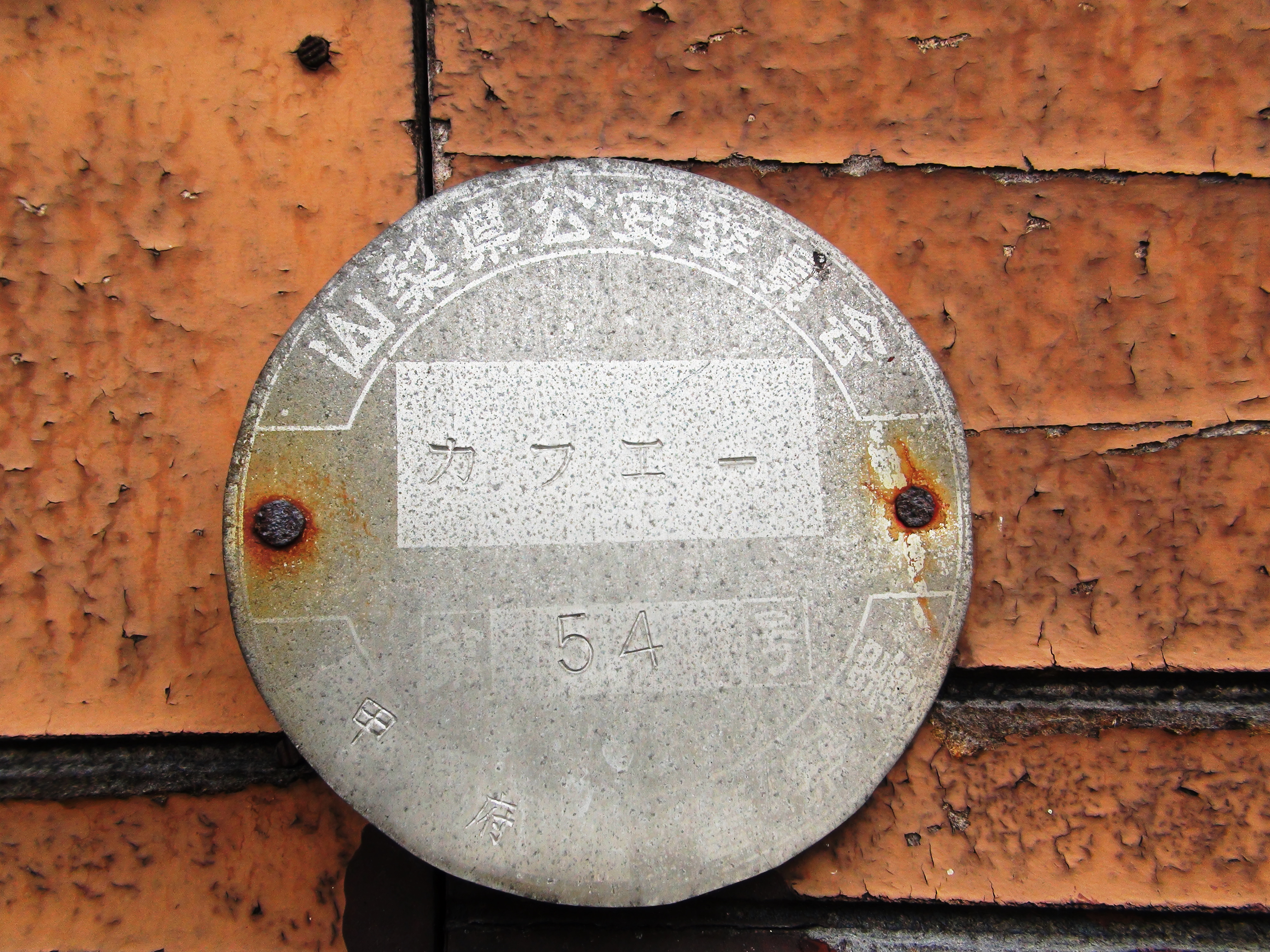
旧穴切遊廓（赤線）の建物に残る、山梨県公安委員会によるカフェー許認可プレート

山梨県公安委員会（やまなしけんこうあんいいんかい）は、山梨県警察を管理するため山梨県知事所轄の下に設置される行政委員会である。3人の委員で組織される。所在地は甲府市丸の内1丁目6番1号である。

## 委員
- 委員長
  - 小俣二也
- 委員
  - 武田信彦
  - 髙橋英尚

※2021年（令和3年）12月16日現在

## 下部組織
- 山梨県警察